# Bibimys torresi
Bibimys torresi és una espècie de mamífer rosegador de la família dels cricètids. Viu al nord-est de l'Argentina (províncies de Buenos Aires i Entre Ríos). El seu hàbitat natural és el delta del Paraná. Està amenaçat per l'expansió de les zones urbanes.
L'espècie fou anomenada en honor d'un tal Norberto Torres i la seva família.